# Scolopendra heros
Scolopendra heros Girard, 1853, comunemente nota come il centopiedi gigante del deserto, il centopiedi del Texas dalla testa rossa o anche semplicemente il centopiedi gigante dalla testa rossa, è un centopiedi del Nord America che si può trovare nel sud-ovest degli Stati Uniti d'America e nel nord del Messico.

## Descrizione

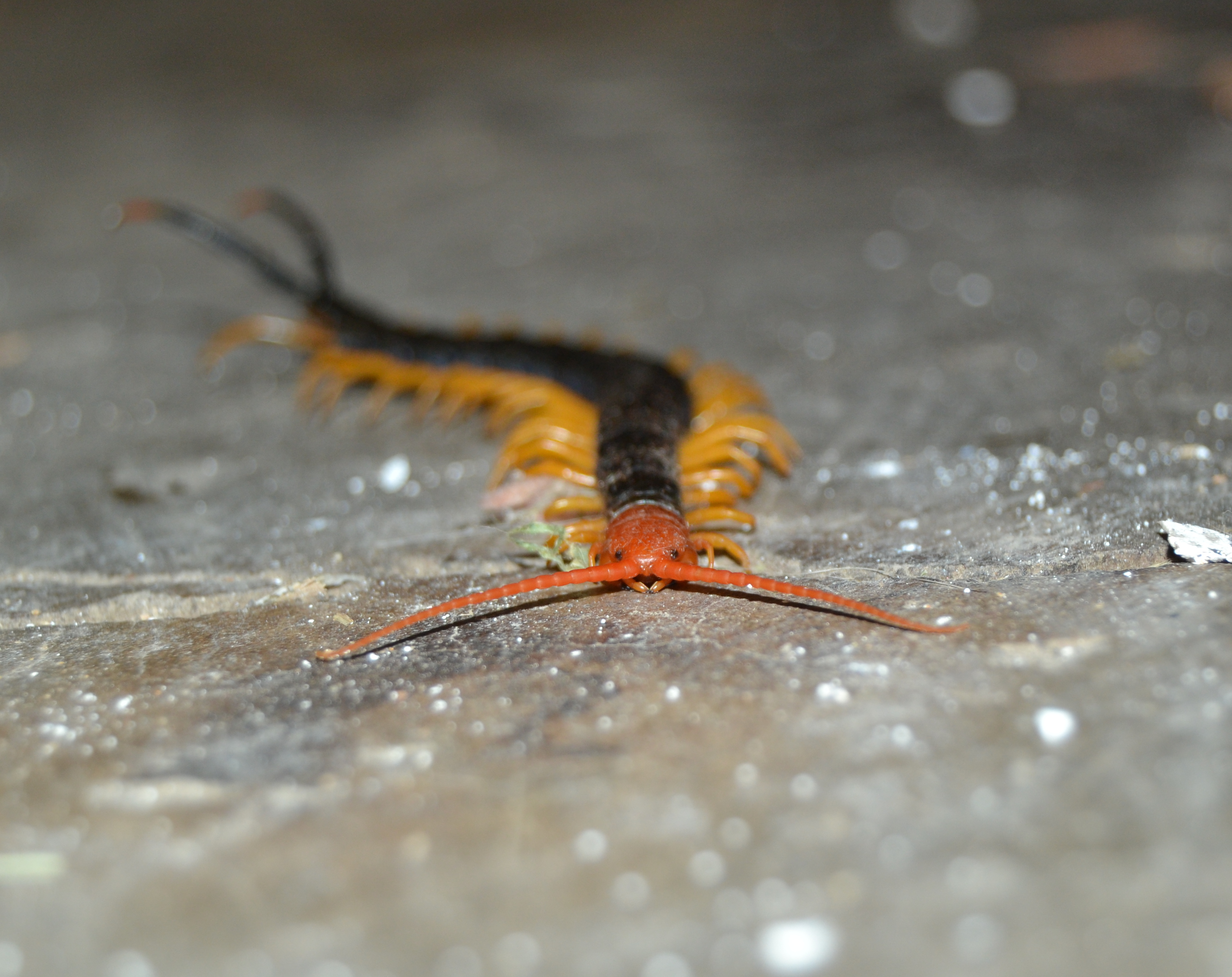
S. heros var. castaneiceps trovato in Oklahoma, con corpo di colore nero e testa di colore rosso

La Scolopendra heros è il più grande centopiedi del Nord America. La sua lunghezza media è di 170 mm (6,5 pollici) ma può arrivare fino a 200 mm allo stato selvatico, e anche di più in allevamento in cattività. Il suo tronco sostiene dalle 21 alle 23 paia di zampe.
È colorato aposematicamente, per mettere in guardia i potenziali predatori, e un numero di varianti di colore è noto nella specie. La variante castaneiceps che si trova in Arkansas, Missouri e Texas è comunemente nota come centopiedi gigante dalla testa rossa o centopiedi dalla testa rossa del Texas a causa della sua peculiare testa rossa, con corpo e coda dal colore nero-verdastro.

## Distribuzione e habitat
S. heros si trova nel nord del Messico e negli Stati Uniti sudoccidentali, dal New Mexico e l'Arizona all'ovest dell'Arkansas, del Missouri e della Louisiana a est. Anche se questa specie viene comunemente chiamata il centopiedi gigante del deserto a causa della sua presenza nel deserto di Sonora e in altri habitat aridi, l'heros si trova anche in aree boschive rocciose, come quelle in Arkansas. Rimane nascosto nei giorni assolati, emergendo quando il clima è nuvoloso

## Biologia
S. heros è principalmente un predatore notturno e caccia invertebrati e piccoli vertebrati, tra cui roditori, rettili e anfibi. È in grado di spiccare balzi nell'aria per afferrare piccoli insetti volanti. Il centopiedi usa il suo veleno per uccidere la preda.

### Veleno
Il veleno di S. heros è simile al veleno di altre specie di scolopendra, include componenti come serotonina, istamina, lipidi, proteine (comprese proteine cardiotossiche ed enzimi come la fosfolipasi emolitica A) e altre sostanze. La miscela è nota per agire come citolitina, compromettendo le membrane cellulari e le causando la rottura delle cellule. Il veleno della S. heros contiene anche tossine mirate per la sua preda: una tossina intorpidisce il sistema nervoso degli insetti, rendendoli incapaci di sentire o scappare, mentre un'altra tossina interferisce con il sistema nervoso autonomo dei vertebrati per rendere i piccoli vertebrati più facili da soggiogare e divorare. Gli esatti effetti e la composizione del veleno non sono stati valutati approfonditamente, in parte perché è difficile da estrarre in quantità significative e si deteriora rapidamente quando viene testato.
I morsi di questa scolopendra sono molto dolorosi per i vertebrati. Un ratto morso da S. heros alla zampa ha mostrato segni di dolore lancinante, ma è tornato alla normalità dopo cinque ore. Per gli esseri umani, il morso di questa scolopendra di solito causa acuto dolore locale e gonfiore, ma non vi sono mai stati casi di morte. Occasionalmente può causare nausea, mal di testa e necrosi del derma nella zona attaccata. Tuttavia, vi sono stati casi di danni gravi ad esseri umani a seguito di morso di questa scolopendra, quali infarto e insufficienza renale.